# Kiếm tiền bất hợp pháp
Kiếm tiền bất hợp pháp (tiếng Anh: racketeering) là một khái niệm tội phạm hình sự đặc biệt ở Mỹ để nói về hình thức quản lý tổ chức bất hợp pháp. Nó được xem xét như là một phần của tội phạm có tổ chức.

## Hình thức
- Buôn bán ma túy: hành vi buôn bán các chất bị cấm.
- Tham nhũng: là hành vi lợi dụng quyền hành để gây phiền hà, khó khăn và lấy của dân.
- Đánh bạc bất hợp pháp: hành vi cờ bạc bị cấm ở nhiều quốc gia trên thế giới.
- Hàng giả: tất cả các tội phạm liên quan đến việc giả mạo hoặc làm giả các sản phẩm và buôn bán các sản phẩm này.
- Bảo kê (protection racket): là một loại hình thức của tống tiền.